# کرونا (برق)
یکی از پدیده‌هایی که در ارتباط با تجهیزات برق‌دار به خصوص خطوط انتقال نیرو و تجهیزات فشار قوی مانند پلاسمای ناشی از تخلیه الکتریکی مطرح می‌شود، کرونا یا هاله است.
هنگامی که گرادیان ولتاژ در سطح یک هادی بیش از شدت دی الکتریک هوای اطراف هادی گردد، هوای اطراف هادی یونیزه می‌شود (توجه داریم که شدت دی الکتریک هوا در شرایط دمای ۲۵درجه سلسیوس و فشار جو ۳ کیلو ولت بر میلی‌متر می‌باشد) حال اگر گرادیان ولتاژ بیش از۳ کیلو ولت بر میلی‌متر گردد با پدیده کرونا مواجه خواهیم شد و میدان الکتریکی در نزدیکی ماده رسانا می‌تواند به حدی متمرکز شود که هوای مجاور خود را یونیزه نماید. این مسئله می‌تواند منجر به تخلیه جزئی انرژی الکتریکی شود، که به آن کرونا می‌گویند.
پدیده کرونا در اطراف خطوط فشار قوی که جریان متناوب دارند باعث مقداری تلفات الکتریکی و در شدیدترین حالت منجر به قوس الکتریکی و تخلیه کامل می‌شود.
یکی دیگر از مواقعی که کرونا به وجود می‌آید، در تیوب تخلیه الکتریکی کم فشار بااختلاف پتانسیل شدید، برای تولید پلاسما است. در این حالت گاز قبل از شکست الکتریکی کامل، کرونا را تجربه خواهد کرد؛ این پدیده تنها در مکان‌هایی که میدان الکتریکی متمرکز شده‌است (مانند خراش‌ها، نقاط تیز و …) رخ خواهد داد و گاز در اطراف این مکان‌ها هادی گشته و هاله را تشکیل می‌دهد. این پدیده را به نام تخلیه تک قطبی نیز می‌شناسند.

## علامت
مهم‌ترین علامت آن به وجود آمدن هاله‌ای نورانی اطراف خطوط فشار قوی است. کرونا در واقع یونیزه شدن نیتروژن هوا است و علت وجود تلفات انرژی ایجاد نور و حرارت در اطراف سطح هادی است. نشانه‌های کرونا شامل نور که بسته به شدت کرونا طول موج آن از مادون قرمز تا ماورای بنفش تغییر می‌کند. نشانه‌های دیگر صدای جرقه‌های کوچک الکتریکی و تشکیل گاز ازن (که بوی آن در محیط اطراف قابل تشخیص است) و به وجود آمدن اسید نیتریک در اثر ترکیب نیتروژن جدا شده از هوا با رطوبت موجود در هوا است که به صورت گرد سفید اطراف سیم‌ها نمایان می‌گردد.
تعریف کرونا:
تخلیه الکتریکی ایجاد شده به علت افزایش چگالی میدان الکتریکی، کرونا نام دارد. در حالی که این تعریف بسیار کلی است و انواع پدیده کرونا را شامل می‌شود.
ولتاژ بحرانی
گرادیان ولتاژی که سبب شکست الکتریکی در عایق شده و به ازای آن، عایق خاصیت دی الکتریک خود را از دست می‌دهد، گرادیان ولتاژ بحرانی نامیده می‌شود. همچنین ولتاژی را که سبب ایجاد این گرادیان بحرانی می‌شود ولتاژ بحرانی می‌نامند.
ولتاژ مرئی کرونا
هرگاه ولتاژ خط به ولتاژ بحرانی برسد، یونیزاسیون در هوای مجاور سطح هادی شروع می‌شود. اما در این حالت پدیده کرونا قابل روئیت نمی‌باشد. برای مشاهده کرونا، سرعت ذرات الکترون‌ها در هنگام برخورد با اتم‌ها و مولکول‌ها باید بیشتر باشید یعنی ولتاژ بالاتری نیاز است.
ماهیت کرونا
هنگامی که میدان الکتریکی سطح هادی از ولتاژ بحرانی بیشتر شده باشد، بهمن الکترونی به وجود خواهد آمد که به وجود آورنده تخلیه کرونای قابل روئیت در سطح هادی است. همواره تعداد کمی الکترون آزاد در هوا به علت مواد رادیو اکتیو موجود در سطح زمین و اشعه کیهانی، وجود دارد. زمانی که هادی در هر نیمه از سیکل ولتاژ متناوب برقدار می‌شود، الکترون‌های هوای اطراف سطح آن به وسیلهٔ میدان الکترواستاتیک شتاب پیدا می‌کند. این الکترون‌ها که دارای بار منفی هستند در نیمه مثبت به طرف هادی شتاب پیدا می‌کنند و در نیمه منفی از آن دور می‌شوند. سرعت الکترون آزاد بستگی به شدت میدان الکتریکی دارد.
همچنین کرونای مثبت داری سطح انرژی بالاتری نسبت به کرونای منفی می‌باشد.

## عوامل ایجاد
افزایش ولتاژ، شکل ظاهری مادهٔ رسانا، و قطرات آب و گرد و خاک می‌توانند در ایجاد کرونا نقش مهمی داشته باشند.

## اتلاف انرژی
پدیده کرونا باعث به هدر رفتن انرژی الکتریکی و همچنین کاهش راندمان خطوط انتقال نیرو می‌گردد.